# アカヤマウラオビフタオシジミ
アカヤマウラオビフタオシジミ (Dacalana akayamai) は、チョウ目（鱗翅目）シジミチョウ上科シジミチョウ科に分類されるチョウの一種。フィリピン固有種。ウラオビフタオシジミ属は前翅が12脈あるもの、11脈しかないもの、また前翅翅表第1b室に毛束を備えた性斑を有するもの、またこれを欠くもの、とさまざまであるが、共通するのはオスの翅表が青色系の色彩に輝くこと、後翅翅表に性斑があり、前翅裏面後縁に毛束があることである。またボルネオ特産種の D. lowii を除くすべての種の裏面は前、後翅に白色縦条が走っている。インド北部からスンダランド、スラウェシ、フィリピンに約20種が知られていて、特にフィリピンで繁栄している。

## 分布
ミンダナオ島でのみ見られる。

## 形態
前翅長は約17-18mm。本属はオス、メスを通じて非常に酷似した種が多く、またメスが未発見の種があって同定にてこずるグループであるが、オス交尾器の相違はもちろん、ミンダナオ産ウラオビフタオシジミ 属中、かなり特異なので他種との区別は比較的容易である。前翅黒縁は他種にくらべかなり狭く、これだけでよい区別点になる。

## 生態
大変稀な種で、年何回発生しているのかわかっていない。
種名の語源：筆頭命名者の長年の協力者　赤山敦夫氏に因む。